# Villa Santiago de Colluta
Villa Santiago de Colluta (auch: Villa Santiago Coluta) ist eine Ortschaft im Departamento La Paz im südamerikanischen Andenstaat Bolivien.

## Lage im Nahraum
Villa Santiago de Colluta liegt in der Provinz Aroma und ist ein Ort im Cantón Ayo Ayo im Municipio Ayo Ayo. Die Ortschaft liegt auf einer Höhe von 4044 m im Quellgebiet des nach Nordwesten fließenden Río Pomani, direkt nordwestlich des Cerro Ñuñuni (4222 m).

## Geographie
Villa Santiago de Colluta liegt auf der bolivianischen Hochebene zwischen den Anden-Gebirgsketten der Cordillera Occidental im Westen und der Cordillera Central im Osten. Das Klima der Region ist semihumid und weist ein typisches Tageszeitenklima auf, bei dem die mittleren Tagestemperaturschwankungen stärker ausfallen als die jahreszeitlichen Schwankungen.
Die mittlere Durchschnittstemperatur der Region liegt bei etwa 9 °C, die Monatsdurchschnittstemperaturen schwanken zwischen 7 °C im Juli und 11 °C im Dezember (siehe Klimadiagramm Patacamaya). Der Jahresniederschlag beträgt rund 500 mm, die Monatsniederschläge liegen zwischen unter 10 mm in den Monaten Juni und Juli und nahe 100 mm von Dezember bis Februar.

## Verkehrsnetz
Villa Santiago de Colluta liegt in einer Entfernung von 97 Straßenkilometern südlich von La Paz, der Hauptstadt des Departamentos.
Von La Paz aus führt die asphaltierte Nationalstraße Ruta 2 in westlicher Richtung nach El Alto, von dort 70 Kilometer nach Süden die Ruta 1 bis Ayo Ayo und weiter über Patacamaya nach Caracollo, wo die Ruta 1 weiter nach Oruro im Süden führt und die Ruta 4 ins östlich gelegene Cochabamba abzweigt. Von Ayo Ayo aus führt ein Straßenabzweig in südwestlicher Richtung, erreicht Pomani nach neun Kilometern, und von dort sind es noch einmal fünf Kilometer in südöstlicher Richtung bis Villa Santiago de Colluta.

## Bevölkerung
Die Einwohnerzahl der Ortschaft ist in dem Jahrzehnt zwischen den beiden letzten Volkszählungen um fast die Hälfte angestiegen:
| Jahr | Einwohner         | Quelle       |
| ---- | ----------------- | ------------ |
| 1992 | keine Detaildaten | Volkszählung |
| 2001 | 67                | Volkszählung |
| 2012 | 96                | Volkszählung |
| 2024 |                   | Volkszählung |

Die Region weist einen hohen Anteil an Aymara-Bevölkerung auf, im Municipio Ayo Ayo sprechen 92,6 Prozent der Bevölkerung Aymara.